# Lithobates fisheri
Lithobates fisheri es una especie de anfibio anuro de la familia Ranidae.

## Distribución geográfica
Esta especie era endémica de las cercanías de Las Vegas en el estado de Nevada en los Estados Unidos. Su última observación data de 1942 y todo indica que ahora está extinguida.
Las razones de su extinción son muchas, incluida la proximidad de Las Vegas (reducción del hábitat, secado ...) y la introducción del Bullfrog.

## Taxonomía
De acuerdo con análisis genéticos que usan ADN hecho en especímenes almacenados en museos, la especie presente en el centro de Arizona, en el borde de Mogollon, que se pensó era Lithobates fisheri, es en realidad Lithobates chiricahuensis.

## Etimología
Esta especie lleva el nombre en honor a Albert Kenrick Fisher.

## Publicación original
- Stejneger, 1893 : Annotated list of the reptiles and batrachians collected by the Death Valley Expedition in 1891, with descriptions of new species. North American Fauna, vol. 7, p. 159-228[4]